# The High Cost of Starving
The High Cost of Starving è un cortometraggio muto del 1917 diretto da Leslie T. Peacocke.

## Produzione
Il film fu prodotto dalla Victor Film Company.

## Distribuzione
Distribuito dall'Universal Film Manufacturing Company, il film - un cortometraggio in una bobina - uscì nelle sale cinematografiche USA il 9 febbraio 1917.